# Majhariya
Majhariya (en népalais : मझरिया) est un comité de développement villageois du Népal situé dans le district de Bara. Au recensement de 2011, il comptait 4 676 habitants.